# 1303년

## 연호
- 원(元) 대덕(大德) 7년
- 일본(日本) 겐겐(乾元) 2년 / 가겐(嘉元) 원년
- 쩐 왕조(陳朝) 흥롱(興隆) 11년

## 기년
- 원(元) 성종(成宗) 9년
- 고려(高麗) 충렬왕(忠烈王) 복위 5년
- 쩐 왕조(陳朝) 영종(英宗) 11년

## 사건
- 아나니 사건이 발생하여 교황 보니파시오 8세가 봉변을 당함

## 사망
- 10월 11일 - 교황 보니파시오 8세, 193대 로마 교황.